# Zákonodárné národní shromáždění
Zákonodárné národní shromáždění (též Legislativa, francouzsky Assemblée législative) bylo sborem zástupců francouzského lidu za Velké francouzské revoluce v období říjen 1791 – září 1792.

## Historie
Zahájilo svou činnost 1. října 1791, kdy nahradilo Ústavodárné národní shromáždění, tzv. Konstituantu. Volby do něj se konaly na přelomu srpna a září, podle dvoustupňového volebního systému založeného na majetkovém censu (ústava rozlišovala aktivní a pasivní občany, přičemž jen majetnější občané z těch tzv. aktivních se mohli stát i voliteli nebo poslanci). Navíc do tohoto orgánu nesměli kandidovat ti, kteří byli dříve členy Ústavodárného shromáždění (na základě rozhodnutí Ústavodárného shromáždění, které navrhl poslanec Robespierre), což se odrazilo na jeho složení.

Ze 745 poslanců tvořili téměř polovinu nezávislí poslanci bez vyhraněného názoru. Silnější pravé křídlo představovali zastánci konstituční monarchie, kteří nechtěli pokračování revoluce, většinou z klubu feuillantů. Levici tvořili příznivci všeobecného volebního práva, proti králi nepřátelsky zaměření. Ti zčásti tehdy patřili k jakobínskému klubu (Brissot, Condorcet, Louvet), ale prosazovat se zde začali také poslanci z departementu Gironde (Vergniaud, Guadet, Gensonné). Zcela nalevo bylo několik poslanců (Couthon, Carnot), kteří se pak v Konventu stali součástí tzv. hory.

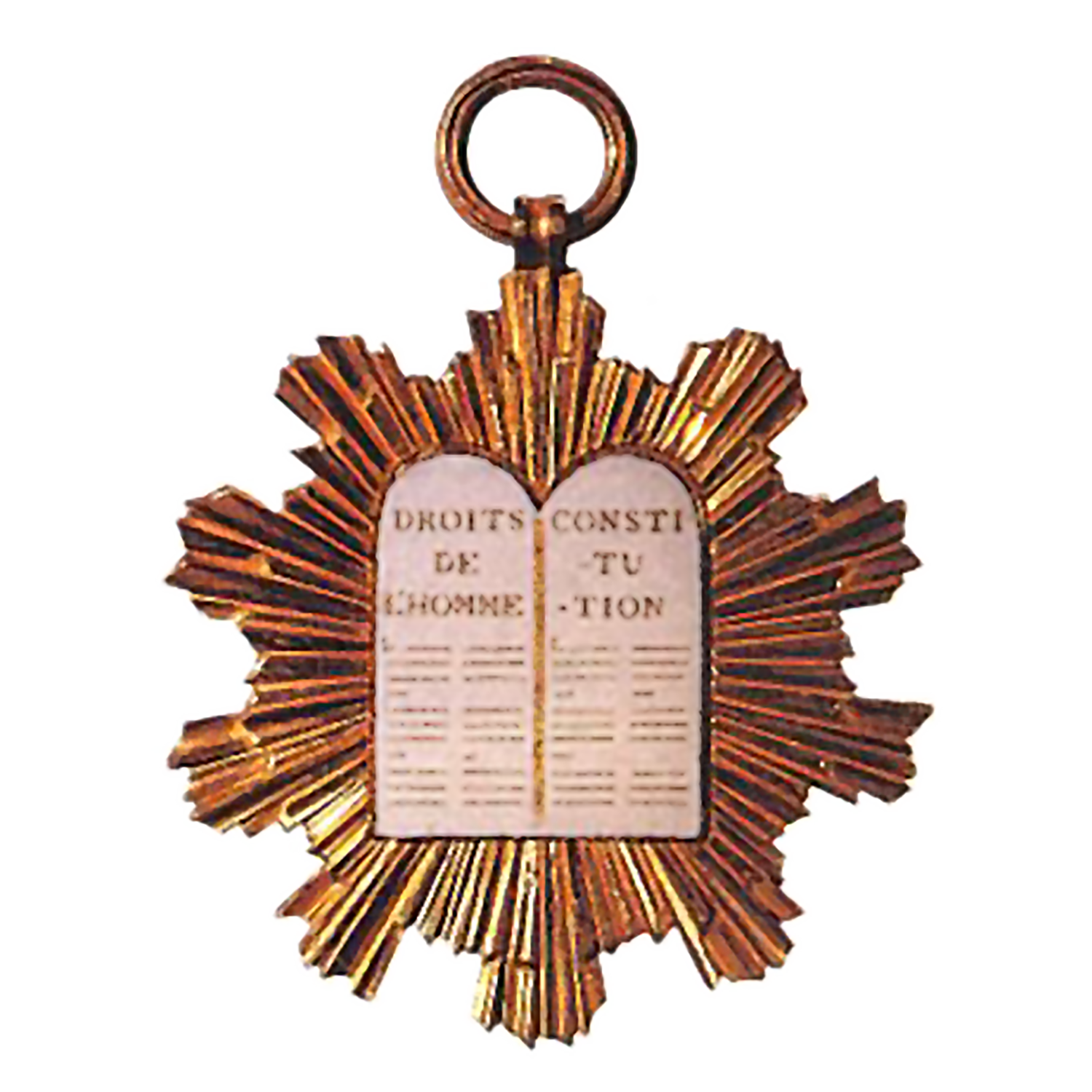
Medaile zákonodárného shromáždění

Za své existence shromáždění vydalo řadu dekretů, z nichž některé, např. dekrety týkající se emigrantů nebo duchovních (pro něž byla požadována nová přísaha na ústavu), král vetoval. Prosadilo mimo jiné zákon o rozvodu a převedení matrik z rukou církve pod státní správu.
Francie cítila ohrožení od svých sousedů a většina Zákonodárného shromáždění byla nakloněna válce, což vedlo k tomu, že 20. dubna 1792 vyhlásila Francie válku Rakousku. Když se k Rakousku připojilo Prusko a francouzským vojskům se ve válce nevedlo, vydalo shromáždění 11. července prohlášení "Patrie en danger" (Vlast v nebezpečí), výzvu k mobilizaci národních gard a vytváření dobrovolnických pluků.
10. srpna lidové povstání zaútočilo na Tuilerijský palác, kde sídlila královská rodina. Ludvík a jeho rodina požádali o azyl u Zákonodárného shromáždění, které zasedalo v jízdárně. Poslanci zbavili krále, podezřelého z tajných styků s nepřítelem, všech jeho královských funkcí a výsad. Královská rodina byla následně uvězněna v Templu. Shromáždění přijalo usnesení o svolání nového Národního konventu, který má být zvolen ve všeobecných volbách.
Počátkem září, kdy se konaly volby, došlo zároveň k masakrům v pařížských věznicích, jimž Zákonodárné shromáždění ani jiné orgány nedokázaly zabránit. 20. září 1792 bylo Zákonodárné shromáždění nahrazeno Národním konventem.